# Itō Ittōsai
Itō Ittōsai Kagehisa (em japonês:  伊藤一刀斎景久; 1560?(1550?) - 1653?) foi um dos maiores espadachins japoneses durante o período Azuchi Momoyama(em japonês:  安土桃山時代).
Há muitas lendas e histórias sobre ele e sua biografia é bastante nebulosa, pois não assumiu nenhum cargo de importância em nenhum feudo. Isso fez com que existam pouquíssimos documentos confiáveis a seu respeito.
O ano da morte dele é desconhecido. Considera-se que o ano de sua morte foi o ano em que ele se despediu de seu sucessor, Ono Tadaaki.